# Борсато, Джузеппе

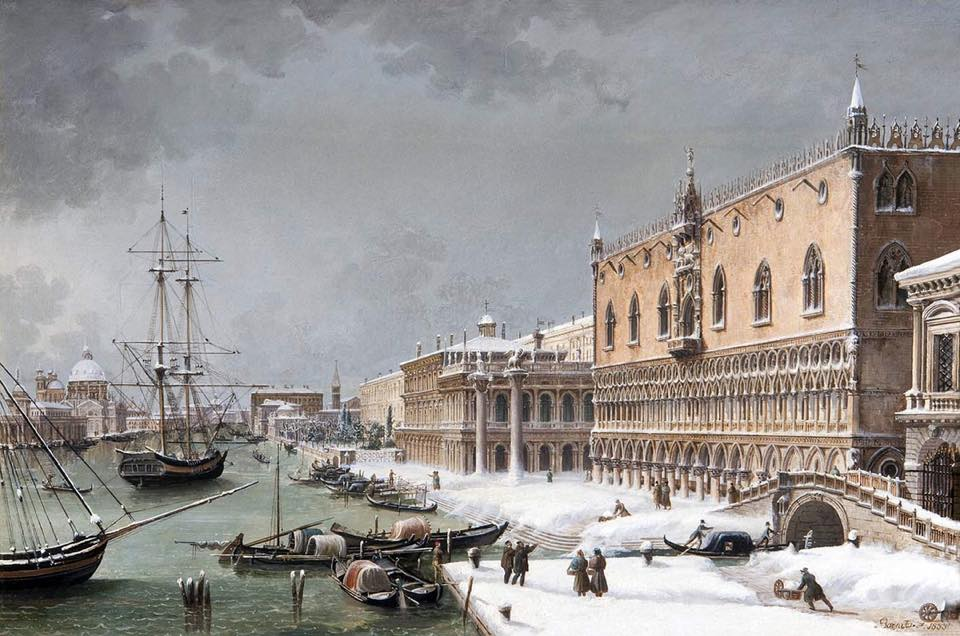
Венеция под снегом

Джузеппе Борсато (итал. Giuseppe Borsato; 14 февраля 1770, Травезио — 15 октября 1849, Венеция) — итальянский художник.

## Биография
Борсато преподавал в Академии изящных искусств в Венеции и, как художник, архитектор и декоратор, тесно сотрудничал с Джанантонио Сельвой в оформлении нескольких общественных и частных зданий, а также церквей в Венеции и соседних городах.
Вместе с Сельвой украсил театр Ла Фениче в Венеции и долгое время работал в нем в качестве декоратора.
В своих работах он часто использовал перспективную технику Каналетто.
Наиболее значительные работы — небольшие пейзажи, выполненные в технике фрески, изображающие сцены венецианской жизни и обычаи начала XIX века.